# Black (Alabama)

Black

Black – miasto w południowo-wschodnich Stanach Zjednoczonych, w stanie Alabama, w hrabstwie Geneva. W 2000 roku liczyło 202 mieszkańców. W roku 2023 liczba mieszkańców wzrosła do 233 osób, a gęstość zaludnienia do 29,1 osoby/km².